# Кавказский бульвар
Кавка́зский бульва́р — бульвар в районе Царицыно Южного административного округа города Москвы. Проходит от Кантемировской улицы до Промышленной улицы. Нумерация домов ведётся от Кантемировской улицы.

## Происхождение названия
Возникшая в связи с массовым строительством новая улица получила своё название в 1965 году по историко-географическому региону Кавказ в связи с расположением на юге Москвы.

## История
В 1960 году районный центр Московской области, посёлок Ленино, был включён в состав Пролетарского района Москвы. В 1963 году поле между посёлком Ленино, деревней Котляково и платформой Чертаново стало массово застраиваться панельными домами. Возник ряд новых улиц, в числе которых и был Кавказский бульвар.

## Примечательные здания и сооружения

### по нечётной стороне
- № 7 — Жилой дом[3]
- № 17 — Районный центр «Эльбрус» (ранее — кинотеатр «Эльбрус»).
- № 25 — В здании размещаются детский юношеский спортивный клуб «Вымпел» и участок № 4 РЭУ ДЕЗ Царицыно ЮАО.
- № 25 — Пятиэтажное панельное здание.
- № 35/2 — Отделение связи «Почты России» № 115516.
- № 35/2, корп. 1 — Магазин «Продукты».
- № 37, корп. 2 — школа № 840.
- № 41, корп. 1 — Молочно-раздаточный пункт от поликлиники № 82.
- № 45 — Городская поликлиника № 166 Филиал № 2 (ранее — Городская поликлиника № 148).
- № 45, корп. 2 — Ясли-сад № 621.
- № 57 — Складской комплекс «Садко», занимающий целый квартал.

### по чётной стороне
- № 12, корп. 3 — школа № 577.
- № 16, корп. 2 — школа № 904.
- № 18 — «Китайская стена»
- № 18, корп. 2 — детский сад № 600.
- № 26 — фитнес центр «DorFit», аптека.
- № 34, корп. 1 — Пятиэтажное панельное здание.
- № 40 — Пятиэтажное пятиподъездное панельное здание 1964 года постройки серии I-515.
- № 48 — ОМВД России по району Царицыно.
- № 50 — 17-этажный панельный дом 1997 года постройки.
- № 54 — Производственный корпус.
- № 58 — Мясокомбинат ОАО «Царицыно».

## Галерея
- Кавказский бульвар.
Вид к круговому движению.
- Здание бывшего кинотеатра Эльбрус
на Кавказском бульваре.
- Кавказский бульвар.
Пересечение с Ереванской улицей.

## Соответствие названия
До застройки деревни Чертаново, бульвар, в принципе, соответствовал своему названию, но в настоящее время после улицы Бехтерева в сторону платформы Чертаново переходит в пустырь (промзона).

## Транспорт
- Станции метро «Царицыно», «Кантемировская».
- Автобусы м89, с823, с839, с850, с891, 489, 814, 818, 844.
- Платформа Чертаново Павелецкого направления МЖД и Царицыно Курского направления МЖД и МЦД-2.